# Ingjald Olofsson
Ingjald Olofsson (702-745) fue un caudillo vikingo y rey de Värmland, Suecia hacia el siglo VIII; hijo del rey sueco Olof Trätälja y hermano del legendario Halfdan Hvitbeinn quien, a la muerte de Ingjald, heredó su reino.
| Predecesor: Olof Trätälja | Rey vikingo de Suecia | Sucesor: Halfdan Hvitbeinn |